# Дебраск, Джейк
Джейк Дебраск (англ. Jake DeBrusk; род. 17 октября 1996, Эдмонтон, Альберта, Канада) — канадский хоккеист, левый нападающий клуба НХЛ «Ванкувер Кэнакс».

## Карьера
Дебраск был выбран в 1-м раунде под общим 7-м номером на входящем драфте для новичков WHL клубом «Свифт Каррент Бронкос». В 2015 году он был приглашён на матч лучших проспектов CHL. 26 декабря 2015 года «Бронкос» обменяли Джейка в «Ред Дир Ребелз».
Дебраск был выбран на драфте НХЛ 2015 года в 1-м раунде под общим 14-м номером клубом «Бостон Брюинз». 12 ноября 2015 года он подписал с «Брюинз» трёхлетний контракт новичка.
5 октября 2017 года Джейк забил свой первый гол в карьере НХЛ в матче против «Нэшвилл Предаторз», эту шайбу он забросил на глазах у своего отца.
1 июля 2024 года в качестве свободного агента подписал семилетний контракт с «Ванкувер Кэнакс» на сумму $38,5 млн.

## Семья
Дебраск — сын бывшего хоккеиста НХЛ Луи Дебраска, который также является ведущим телевизионной программы Hockey Night in Canada.